# Hanak
Hanak là một huyện thuộc tỉnh Ardahan, Thổ Nhĩ Kỳ. Huyện có diện tích 547 km² và dân số thời điểm năm 2007 là 10656 người, mật độ 19 người/km².